# Stai con me oggi?
Stai con me oggi? (Here Today) è un film del 2021 diretto da Billy Crystal.
Il soggetto è tratto da una breve storia del 2011 di Alan Zweibel intitolata The Prize.

## Trama
Charlie è un autore per una trasmissione televisiva di satira, con alle spalle grandi successi. Vive solo a New York e ora deve affrontare l'insorgere di una demenza della quale non ha informato nessuno. La moglie Carrie è morta da molti anni e i figli Rex e Francine, ora adulti, sono cresciuti con un padre poco presente.
Un giorno Charlie deve andare a pranzo con una persona che si è aggiudicata la sua speciale compagnia ad un'asta benefica. A presentarsi è Emma, una giovane di colore che in realtà ha sottratto al suo ex, fan di Charlie, questo pranzo in compagnia.
Emma è estroversa e ha senso dell'umorismo, e con Charlie scocca subito un feeling particolare. Durante il pranzo però, dopo aver mangiato dei frutti di mare, la donna è vittima di una reazione allergica e deve essere portata di corsa in ospedale. Charlie le paga il salatissimo conto delle cure e la riaccompagna a casa pensando che non si rivedranno più.
Dopo non molto tempo invece, Emma si ripresenta a casa sua per restituirgli la prima parte del denaro che lui le aveva cortesemente anticipato. Entrata in casa di Charlie, Emma nota dei particolari che le danno da pensare sullo stato di salute dell'uomo.
Quando qualche giorno dopo Charlie è ospite in tv per celebrare i trent'anni di un film di grande successo del quale lui fu sceneggiatore, Emma nota che il fatto che lui non ricordi i nomi di Barry Levinson e Sharon Stone che gli siedono accanto non sia dovuto a una gag delle sue.
Ricontattato, Charlie non può negare ad Emma la verità, e la donna diventa l'unica a sapere di questo problema.  I due stringono così un legame sempre più forte e lei gli è di grande stimolo per il suo progetto di scrivere un ultimo racconto su sua moglie Carrie e la sua famiglia. Emma scopre così che l'amatissima Carrie morì in un incidente stradale poco dopo una lite avuta con lui, cosa che lo tormenta da sempre.
La demenza si aggrava e Charlie, dopo averne dato evidenza al lavoro, in un episodio solo all'apparenza buffo, viene invitato a farsi assistere da un familiare o da una badante. Allora Emma si offre di stare a casa con lui, rinunciando alla turnée con la quale poteva far decollare la sua carriera di cantante.
Quando l'amatissima nipote Lindsay gli chiede chiarimenti sulla morte della nonna, Charlie, approfittando dell'assenza momentanea di Emma, parte con la bambina per farle vedere la casa al lago, luogo del cuore della sua famiglia nel quale però non torna più da anni.
La paura di Francine per la figlia scomparsa si scioglie presto quando, insieme al fratello Rex e ad Emma, che finalmente ha informato loro della patologia che il padre nascondeva, trovano l'uomo nei pressi della casa sul lago. Messe le cose in chiaro, la famiglia si ritrova e, con il sostegno di Emma, può accompagnare Charlie nel difficile percorso cui sta andando incontro, aiutandolo a scrivere le proprie memorie nel ricordo indelebile dell'amata Carrie.

## Distribuzione
Il film è stato distribuito nelle sale cinematografiche statunitensi a partire dal 7 maggio 2021 e in Italia dal 13 agosto 2021 direttamente in streaming via internet.